# Império do Sol (filme)
Império do Sol (em inglês:  Empire of the Sun) é um filme estadunidense de 1987, do gênero drama, dirigido por Steven Spielberg e com roteiro baseado na autobiografia de J. G. Ballard.

## Elenco
- Christian Bale .... Jim Graham
- John Malkovich .... Basie
- Miranda Richardson .... sra. Victor
- Nigel Havers .... dr. Rawlins
- Joe Pantoliano .... Frank Demarest
- Leslie Phillips .... Maxton
- Masatô Ibu .... sargento Nagata
- Emily Richard .... mãe de Jim
- Rupert Frazer .... pai de Jim
- Peter Gale .... sr. Victor
- Ben Stiller .... Dainty